# Рыбные шарики

Рыбные шарики (кит. упр. 魚丸, палл. юйвань) — традиционное блюдо южной части Китая и зарубежных китайских общин. Как говорит само название, рыбные шарики сделаны из мелко измельчённой рыбы. Для гурманов рыбное мясо измельчают вручную. Рыбные шарики, как и крабовые палочки, делают из сурими. Дословный перевод с китайского названия рыбных шариков звучит как «рыбьи яйца».
Почти все фрикадельки (свинина, говядина, рыба и т. д.), сделанные в Азии, существенно отличаются по текстуре и внешнему виду от западных аналогов. Вместо того, чтобы измельчать мясо на мясорубке или шинковать, мясо для шариков на востоке толкут в мелкий порошок. Вследствие этого текстура фрикадельки становится гладкой. 